# Кутырлы
Кутырлы — село в Колосовском районе Омской области. Административный центр Кутырлинского сельского поселения.

## История
Основано как казачий форпост в 1741, по другим данным — в 1735 году. Получило свое название предположительно по реке Кутырлинке.
В 1928 году состояло из 292 хозяйств, основное население — русские. Центр Кутырлинского сельсовета Тюкалинского района Омского округа Сибирского края.

## Население
| 1926 | 2010 |
| ---- | ---- |
| 1581 | ↘788 |